# Zjednoczony Front Wolnościowy
Zjednoczony Front Wolnościowy (ang. United Freedom Front, UFF) – organizacja terrorystyczna ze Stanów Zjednoczonych.

## Historia
Front był następcą oddziału imienia Sama Melville i Jonathona Jacksona (Sam Melville – Jonathon Jackson Unit). Powstał w 1975 i działał do 1984 roku. W tym czasie członkowie grupy zorganizowali 20 zamachów bombowych i 9 napadów na banki. Bojownicy mieli też na koncie kilka zabójstw funkcjonariuszy państwowych, policjantów i żołnierzy (np. zabójstwo żołnierza Gwardii Narodowej w New Jersey w 1981 roku). Ataki miały miejsce w północno–wschodnich Stanach Zjednoczonych. Członkowie UFF atakowali głównie banki, obiekty korporacji (Motorola, General Electric, IBM, Honeywell), placówki RPA, budynki sądowe i wojskowe. Front liczył raptem kilku członków (Raymond Lavasseur, Patricia Gross-Lavasseur, Thomas Manning, Carol Ann Manning, Richard Williams, Jaan Laaman, Barbara Curzi-Laaman i Christopher King). Aktywiści UFF zostali ujęci przez Federalne Biuro Śledcze w latach 1984–1985.

## Ideologia
Definiował się jako lewicowa i antyimperialistyczna grupa rewolucyjna. Sprzeciwiał się polityce USA w Ameryce Środkowej i Ameryce Południowej, rządom apartheidu w Afryce Południowej oraz popierał niepodległość Portoryko.